# Emil Armbruster
Emil Armbruster (* 10. Februar 1843 in Achern; † 18. September 1908 in Freiburg im Breisgau) war ein deutscher Jurist und badischer Landtagsabgeordneter.

## Leben
Armbruster besuchte das Lyzeum in Freiburg und studierte von 1863 bis 1867 Jura an der Universität Freiburg. 1875 wurde er Amtsrichter in Neustadt und war von 1875 bis 1891 als Amtsrichter und Oberamtsrichter in Neustadt, Schwetzingen, Bruchsal und Freiburg tätig. Im Jahr 1892 wurde Armbruster als Ehrenmitglied in die KDStV Hercynia Freiburg im Breisgau aufgenommen. 1907 wurde er zum Amtsgerichtsdirektor ernannt. 1897 wurde er für den Wahlkreis Ettenheim-Emmendingen zum Abgeordneten der zweiten Kammer der badischen Ständeversammlung gewählt. Dort gehörte er von 1901 bis zu seinem Tod 1908 der Kommission für Straßen und Eisenbahnen an.